# Boock (Vorpommern)
Boock er en by og kommune i det nordøstlige Tyskland, beliggende i Amt Löcknitz-Penkun i den sydøstlige del af Landkreis Vorpommern-Greifswald. Landkreis Vorpommern-Greifswald ligger i delstaten Mecklenburg-Vorpommern.

## Geografi
Kommunen Boock er beliggende nord for Löcknitz mellem Randowdalen og grænsen til Polen, 20 kilometer vest for Stettin.

## Eksterne kilder og henvisninger
- Wikimedia Commons har flere filer relateret til Boock (Vorpommern)
- Byens side på amtets websted
- Befolkningsstatistik (Webside ikke længere tilgængelig)